# Disepalum pulchrum
Disepalum pulchrum (King) J.Sinclair – gatunek rośliny z rodziny flaszowcowatych (Annonaceae Juss.). Występuje endemicznie w Malezji, na Półwyspie Malajskim. 

## Morfologia
PokrójZimozielone drzewo lub krzew.
LiścieMierzą 13,5–18,5 cm długości oraz 4–8 cm szerokości.
KwiatyZebrane w kwiatostany, rozwijają się na szczytach pędów. Mają 3 wolne działki kielicha. Płatków jest 6, są wolne.